# Faustina Hasse Hodges
Faustina Hasse Hodges, née le 7 août 1823 à Malmesbury et morte le 4 février 1895 à Philadelphie, est une organiste et compositrice américaine d'origine britannique. Elle est la fille de l'organiste et compositeur Edward Hodges (en), qui s'installe aux États-Unis avec sa famille en 1838.
Faustina Hodges enseigne la musique et est organiste d'église à Brooklyn et Philadelphie. Elle commence à publier des chansons et de la musique pour piano et orgue dans les années 1850. Elle écrit et publie la biographie de son père,,.

## Œuvres (sélection)
- L’Amicizia (Friendship)
- Tantum Ergo Opus 65, No. 2
- A psalm of life (texte : Henry Wadsworth Longfellow)
- Dreams: a reverie (texte : H.C.L.)[5]
- The dreary day (texte : Henry Wadsworth Longfellow)
- The holy dead (texte : Henry Wadsworth Longfellow d’après Ernst Stockmann)
- The rose bush (texte : W. W. Caldwell)[6].